# Curación de dos ciegos

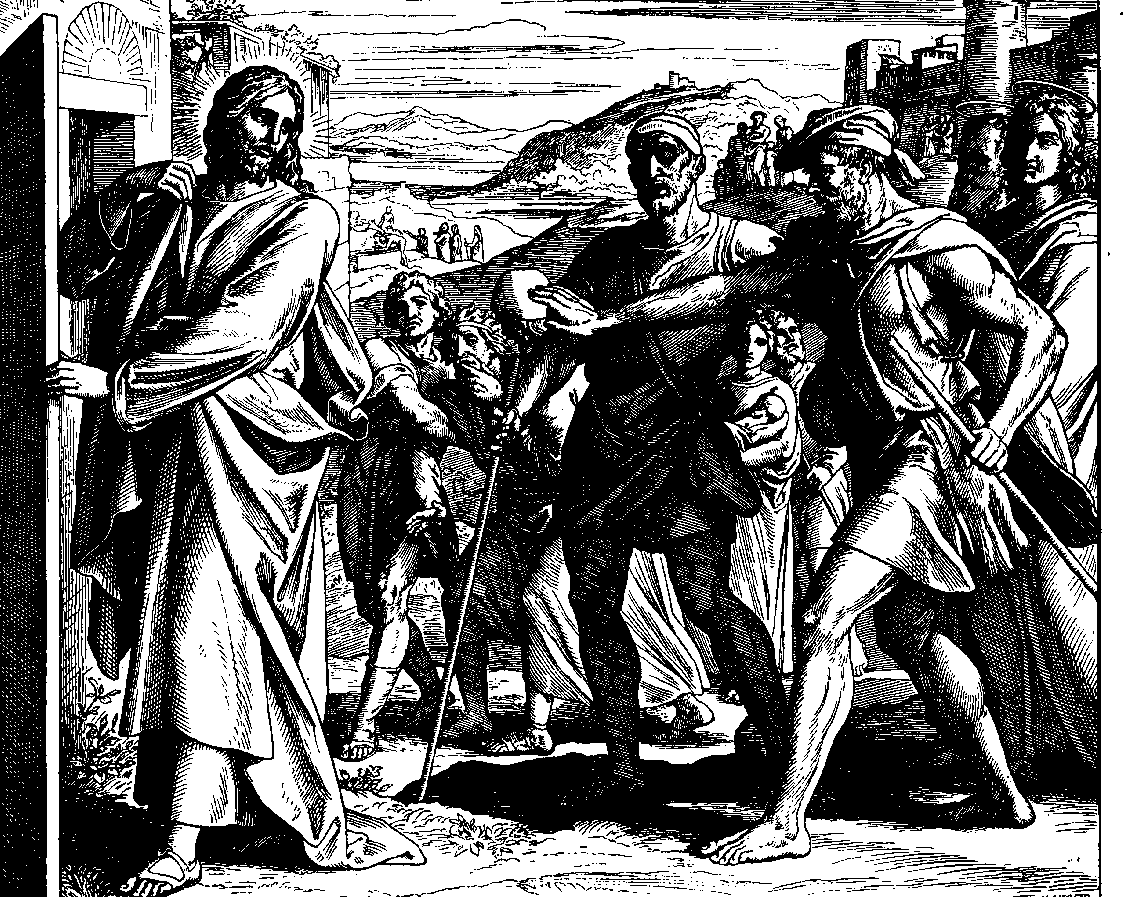
Cristo y los dos ciegos por Julius Schnorr,

La Curación de dos ciegos es uno de los Milagros de Jesús y está relatado en el evangelio de Mateo. Este milagro está antecedido en el propio evangelio de San Mateo por el milagro de la curación de la hija de Jairo.

## Texto bíblico
- Según  san Mateo:

Cuando llegó a la casa se le acercaron los ciegos y Jesús les dijo: —¿Creéis que puedo hacer eso? —Sí, Señor —le respondieron. Entonces les tocó los ojos diciendo: —Que se haga en vosotros conforme a vuestra fe. Y se les abrieron los ojos. Pero Jesús les ordenó severamente: —Mirad que nadie lo sepa. Ellos, en cambio, en cuanto salieron divulgaron la noticia por toda aquella comarca.

## Interpretación de la Iglesia católica
Los dos ciegos (v. 27) realizan su súplica a Jesús como «Hijo de David», es decir, como el Mesías esperado. Jesús atiende su ruego y los cura. La posterior curación del endemoniado (v. 33) es un signo más, para aquellas personas y para otras, de que Jesús es efectivamente el Mesías que iba a venir (cfr 11,3-5). Jesús se afirma, pues, como Mesías pero prohíbe divulgar la noticia, porque su salvación no es la esperada por una mentalidad  nacionalista: su mesianismo es el del siervo humilde que se entrega por los hombres. Puede sorprender la «desobediencia» de los ciegos, que no hacen caso a Jesús y divulgan lo que ha hecho con ellos (v. 31).  San Juan Crisóstomo explica su actitud como un no poder contenerse y comenta: «Lo que Él nos quiere enseñar es que jamás hablemos de nosotros mismos ni consintamos que otros nos elogien; mas, si la gloria ha de referirse a Dios, no sólo no hemos de impedirlo, sino que podemos mandarlo»  Con la curación del mudo, el evangelista deja constancia de cómo se dividen las opiniones ante Jesús: hay quienes con sencillez de corazón reconocen su poder único, y quienes con argumentos retorcidos malinterpretan los signos que realiza.